# Écommoy
Écommoy is een gemeente in het Franse departement Sarthe (regio Pays de la Loire). De plaats maakt deel uit van het arrondissement Le Mans. Écommoy telde op 1 januari 2022 4.818 inwoners.

## Geografie
De oppervlakte van Écommoy bedroeg op 1 januari 2022 28,5 vierkante kilometer; de bevolkingsdichtheid was toen 169,1 inwoners per km².

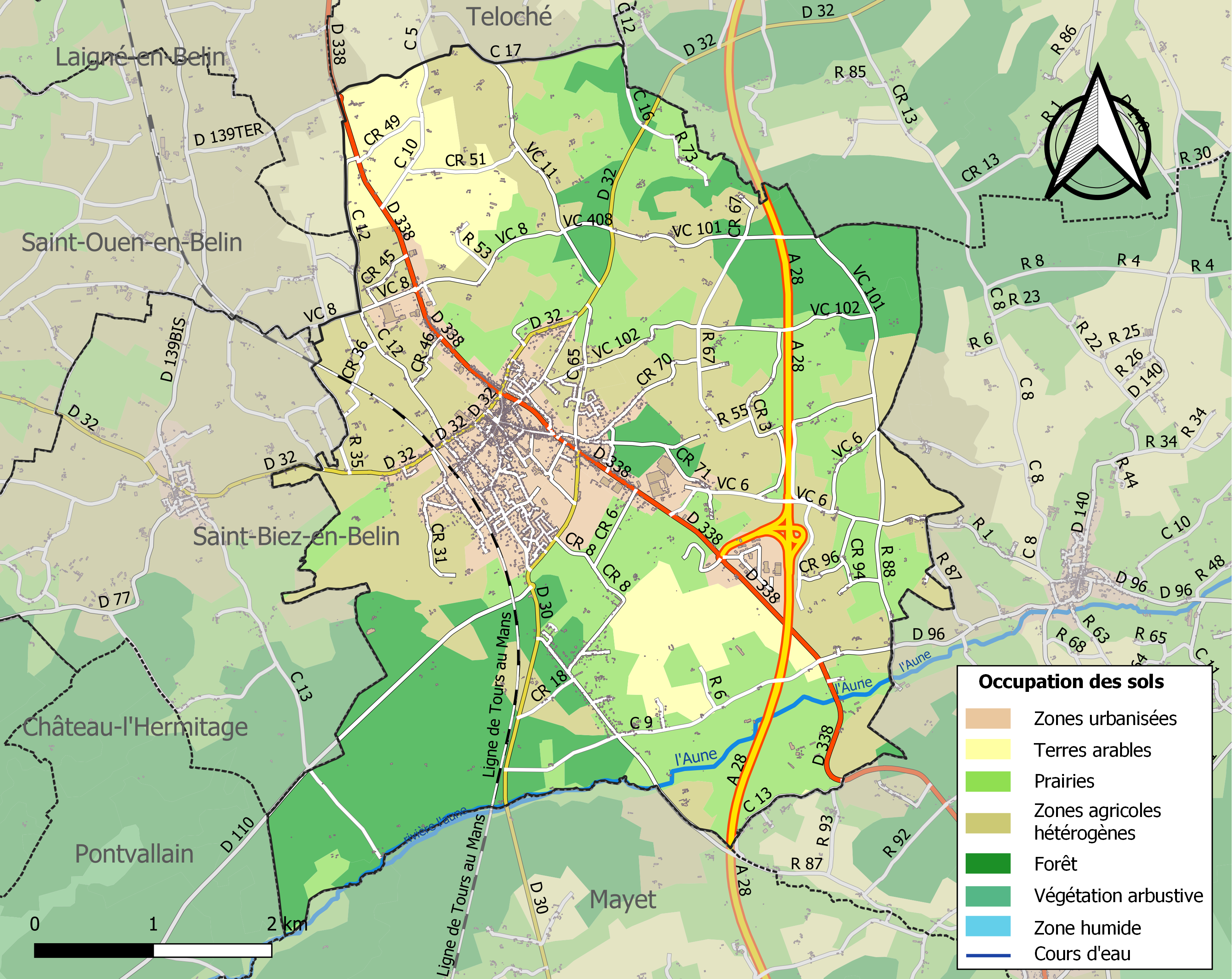
Kaart van de gemeente met de belangrijkste infrastructuur, bodemgebruik en omliggende gemeenten

## Demografie
Onderstaande figuur toont het verloop van het inwonertal (bron: INSEE-tellingen).